# Магнати Польщі та Литви

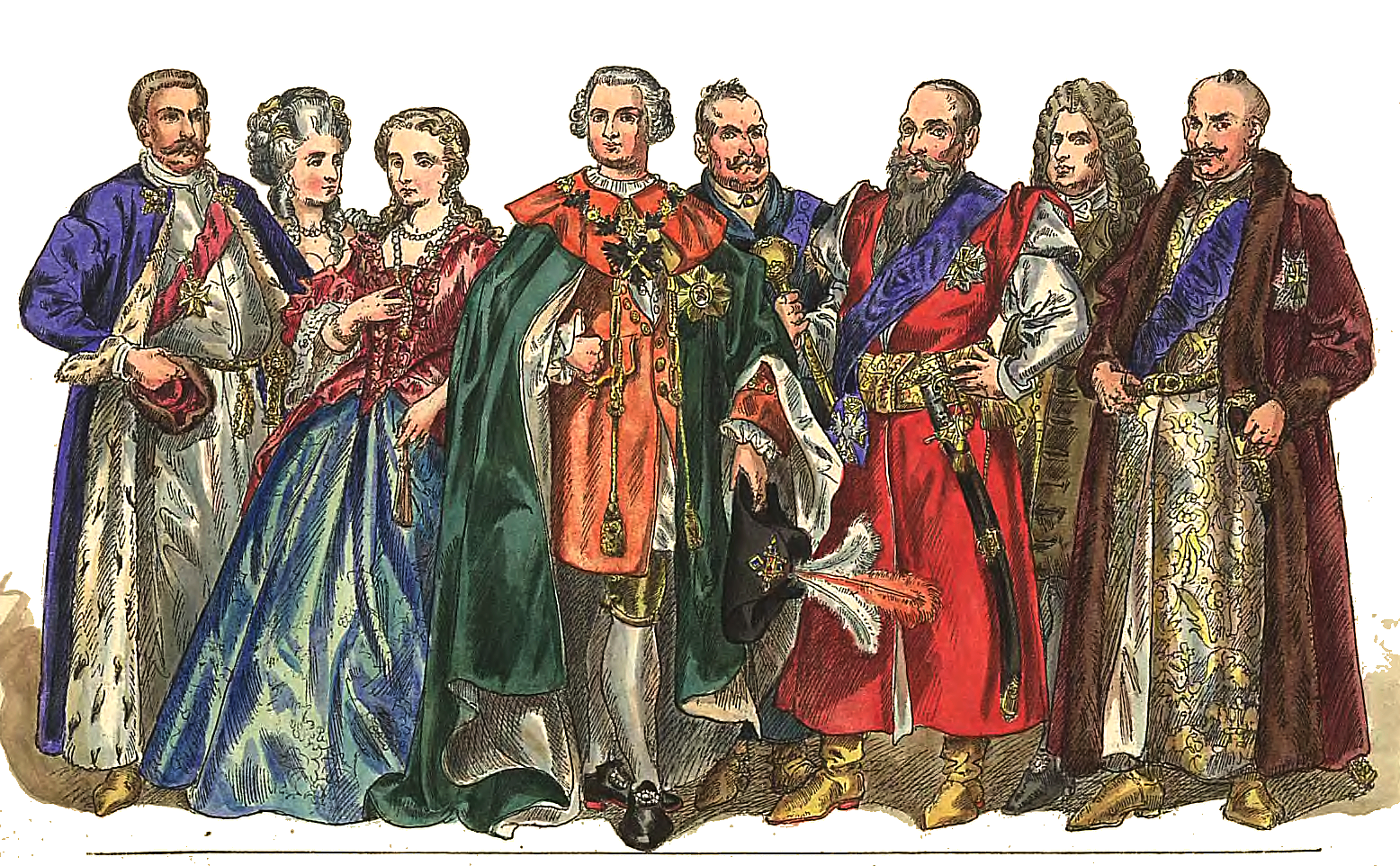
Польська шляхта на малюнку Яна Матейка

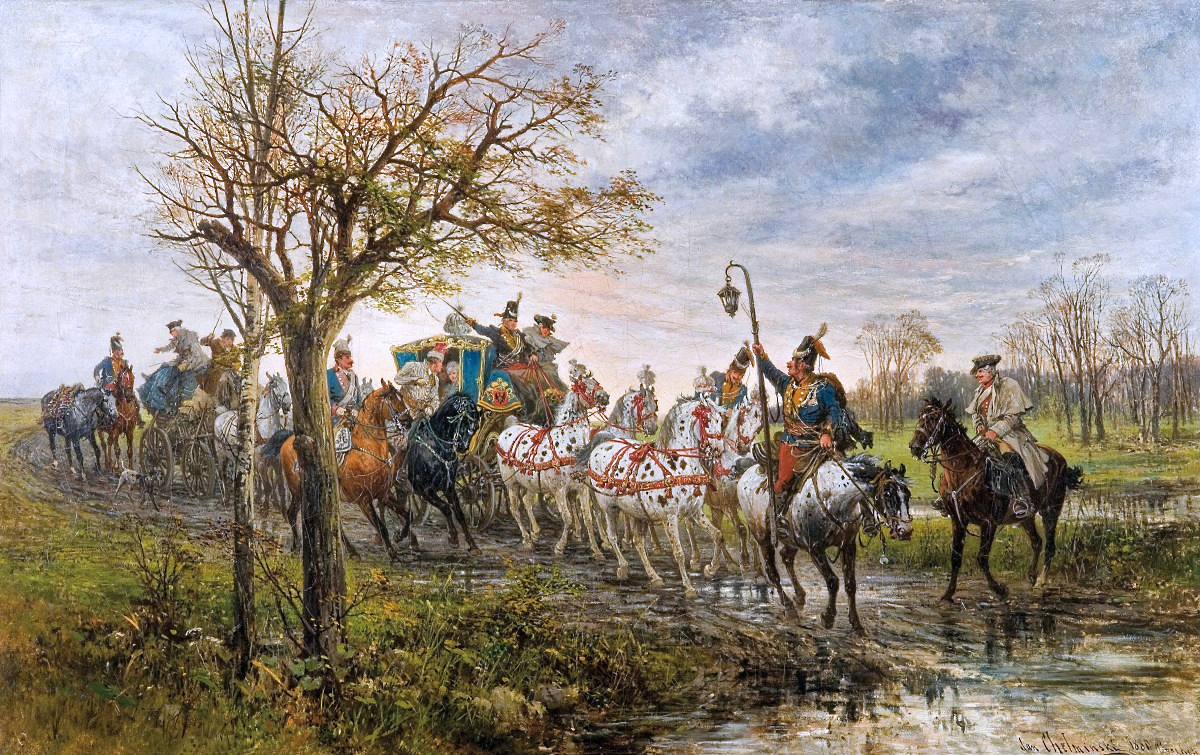

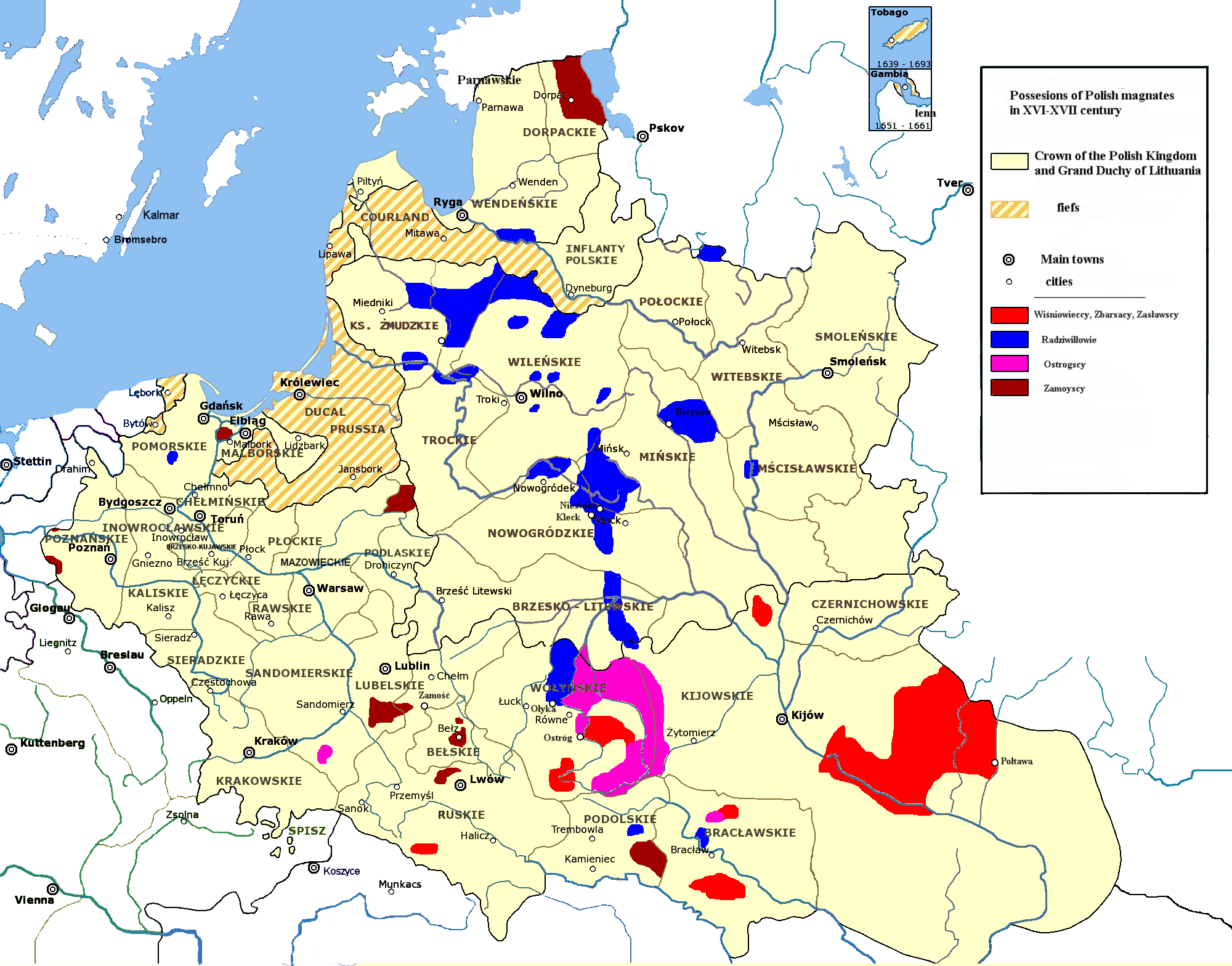
Володіння польських магнатів у 16-17 століттях.

Магнатами (пол. magnateria) в Польщі та Литві звалися можновладці, аристократичне дворянство (шляхта), яка існувала в Польському Королівстві та у Великому Князівстві Литовському, а пізніше, після Люблінської унії 1569 року й у Речі Посполитій, до розділу Польщі у 1795 році.

## Історія та розвиток
Магнати виокремилися як найзаможніший та політично найвпливовіший (на українських землях — після князів) соціальний клас із польської, руської та литовської аристократії (шляхти) у 16-му сторіччі. Їх влада послабшала з остаточним поділом Речі Посполитої у 1795 році, але їхній вплив залишався значним на культурне, політичне та економічне життя польських територій до Другої світової війни.